# Bulbophyllum sandersonii
Bulbophyllum sandersonii es una especie de orquídea epifita  originaria de África. 

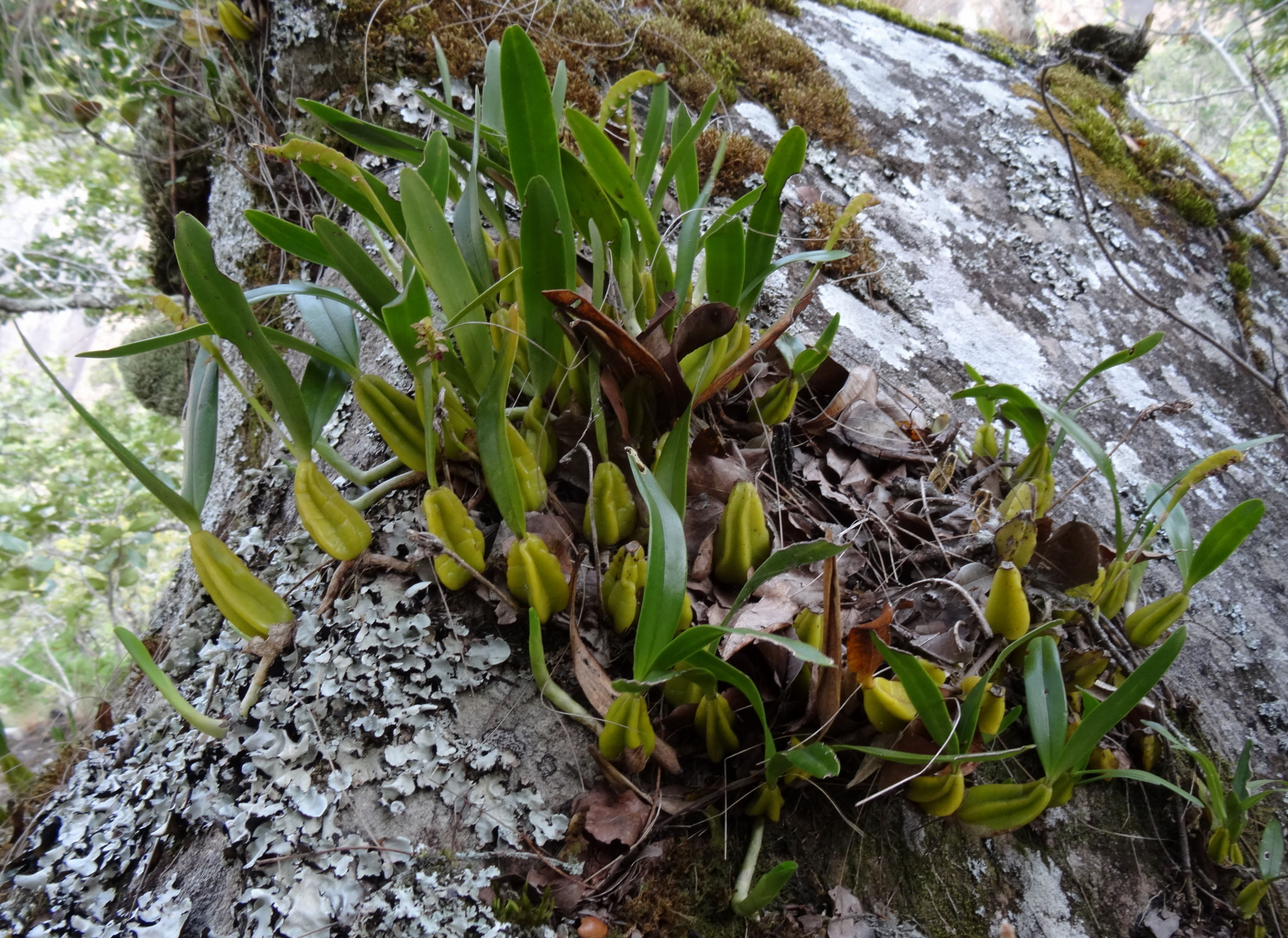
Vista de la planta

## Descripción
Es una orquídea de mediano tamaño, con hábitos de epifita y ocasionalmente litofita con pseudobulbos separados 2,5 a 5 cm entre cada uno, con cuatro ángulos, ovoides a cónicos de color verde, amarillo que llevan 2 hojas elípticas a estrechamente oblongas, gruesas y coriáceas  apicales. Florece en casi cualquier época del año en una inflorescencia basal, de 7.5 a 20 cm  de largo, con muchas flores, carnosas, de forma bilateral comprimidas, manchada de púrpura  con flores dísticas y sólo unas pocos abiertas en cualquier momento.

## Distribución y hábitat
Se encuentra en  Ghana, Costa de Marfil, Liberia, Nigeria, Camerún, Gabón, República del Congo, Ruanda y Zaire en los bosques ribereños y bosques submontanos en elevaciones de 800 a 1600 metros   y ocasionalmente litofita en grandes rocas en pastizales montanos en elevaciones de 200 a 2.200 metros. 

## Taxonomía
Bulbophyllum sandersonii fue descrita por  (Hook.f.) Rchb.f. y publicado en Flora 61: 78. 1878.
Etimología
Bulbophyllum: nombre genérico que se refiere a la forma de las hojas que es bulbosa.
sandersonii: epíteto otorgado en honor de Sanderson, un entusiasta sudafricano de las orquídeas en los años 1800.
Variedad aceptada
- Bulbophyllum sandersonii subsp. stenopetalum (Kraenzl.) J.J.Verm.

Sinonimia
- Bulbophyllum bibundiense Schltr.
- Bulbophyllum melleri Rchb.f.
- Bulbophyllum mooreanum Robyns & Tournay
- Bulbophyllum pusillum (Rolfe) De Wild.
- Bulbophyllum sandersonii subsp. sandersonii
- Bulbophyllum tentaculigerum Rchb.f.
- Megaclinium melleri Hook.f. ex Rchb.f.
- Megaclinium pusillum Rolfe
- Megaclinium sandersonii Hook.f.
- Megaclinium tentaculigerum (Rchb.f.) T.Durand & Schinz[3][4]